# Vương quốc Bosporos
Vương quốc Bosporos hay Vương quốc của Cimmerian Bosporus  là một quốc gia cổ xưa nằm ở phía Đông Krym và bán đảo Taman trên bờ của Cimmerian Bosporus (xem Eo biển Kerch). Có một điều đáng chú ý là nó thực sự là một thành bang "Hy Lạp hóa" đầu tiên-một hỗn hợp dân tộc trong đó dân số đa số sử dụng tiếng Hy Lạp và văn minh Hy Lạp.
Vương quốc Bosporos là một tỉnh La Mã vào 63-68 CN, dưới thời hoàng đế Nero. Thế kỷ 1-2 CN giai đoạn của một thời đại hoàng kim mới của nhà nước Bosporos.
Sự thịnh vượng của Vương quốc Bosporos đã dựa trên xuất khẩu lúa mì, cá và nô lệ.

## Thuộc địa Hy Lạp thời kì đầu

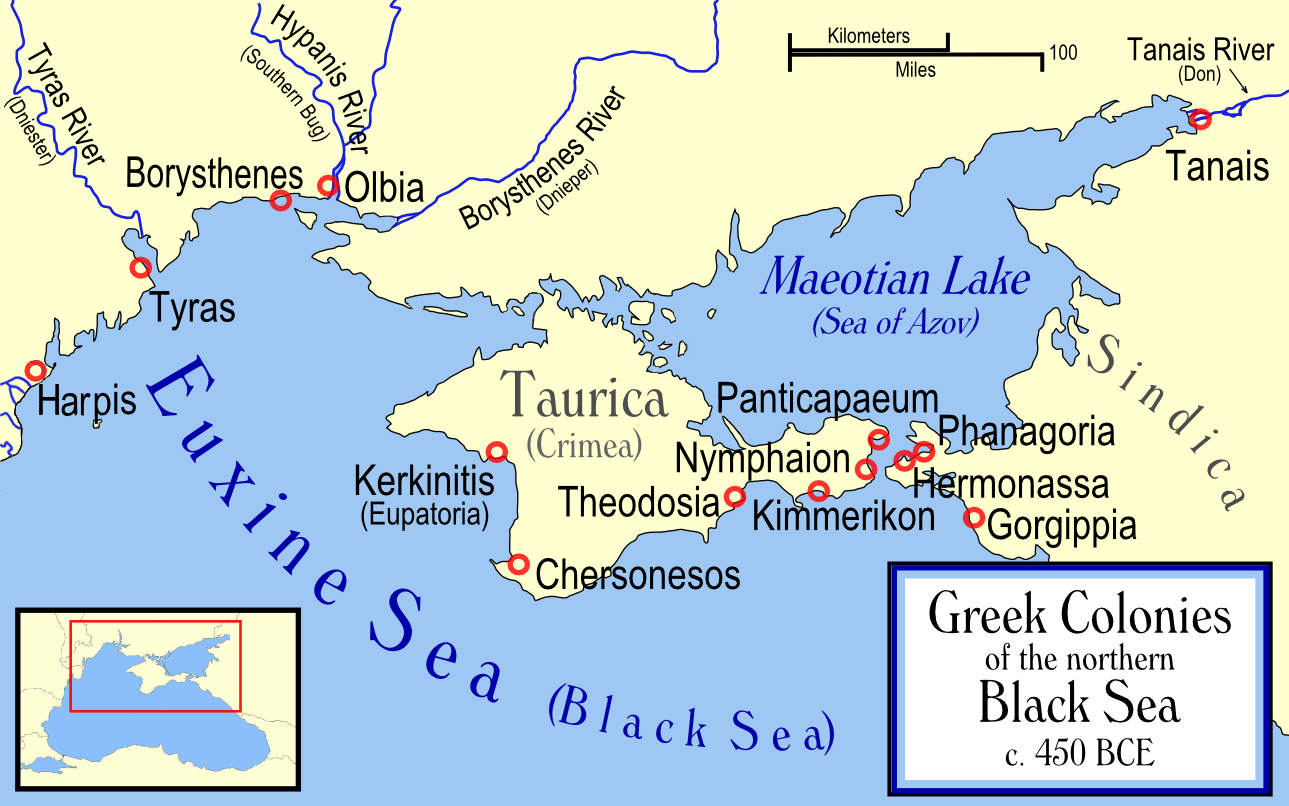
Panticapaeum và các thuộc địa khác của Hy Lạp nằm dọc theo phía bắc của Biển Đen

Toàn bộ vùng nằm rải rác là các thành phố Hy Lạp bao gồm: ở phía tây là Panticapaeum (Kerch), lãnh đạo của tất cả, thường tự gọi là Bosporus, Nymphaeum và Myrmekion; nằm về phía đông là Phanagoria (thủ đô thứ 2), Cepoi, Germonassa, Portus Sindicus, Gorgippia. Hầu hết các thuộc địa Hy Lạp đều được thành lập bởi người Milesians, Panticapaeum trong tk 7 hoặc sớm trong thế kỷ 6TCN.Nhưng Phanagoria (c. 540 TCN) là một thuộc địa của Teos, Nymphaeum đã có những mối quan hệ với Athen-ít nhất nó xuất hiện với tư cách là thành viên của liên minh Delios.

## Các vị vua Cimmerian Bosporus
Xem thêm:các vị vua Cimmerian Bosporus
Theo Diodorus Siculus (xii. 31) vùng đất này đã được cai quản bởi một dòng họ gọi là Archaeanactidae, có thể là một gia đình cầm quyền, họ sau đó đã đem dâng vùng đất này cho bạo chúa Spartocus(438 TCN - 431 TCN), rõ ràng là một người Thrace. Ông ta đã thành lập một triều đại mà đã tồn tại tới khoảng năm 110 TCN. Các thành viên nhà Spartocus đã để lại nhiều bia khắc mà cho thấy các thành viên ban đầu của dòng họ đã cai trị như là một archon của các thành phố Hy Lạp và vua chúa của các bộ tộc bản địa.

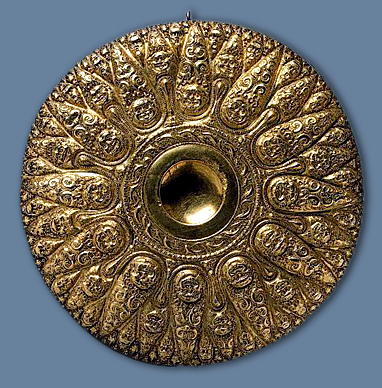
Bosporan Phiale, thế kỷ thứ 4 TCN

Satyrus (431 TCN - 387 TCN), người kế thừa của Spartocus, đã thiết lập sự cai trị của mình trên toàn khu vực, thêm Nymphaeum vào lãnh địa của mình và tiến hành bao vây Theodosia, mà đã là một đối thủ thương mại đối lập vì nó có một hải cảng không bao giờ bị đóng băng và gần với các cánh đồng lúa ở phía đông Crimea. Nó được dành riêng cho con trai ông Leucon (387 TCN - 347 TCN), người mà chiếm thành phố này. Ông được kế tục bởi hai người con trai đồng cai trị của ông, Spartocus II, và Paerisades; người anh cả mất năm 342 và em trai của ông trị vì một mình cho đến năm 310. Sau đó, theo sau một cuộc nội chiến, trong đó Satyrus đánh bại Eumelus, người em trai của ông trong trận sông Thatis vào năm 310 trước Công nguyên nhưng sau đó lại bị ám sát và để cho Eumelus lên ngôi.
Người kế nhiệm ông tiếp theo là Spartocus III (303 TCN - 283 TCN) và sau đó là Paerisades II. Những hoàng tử kế vị lặp đi lặp lại tên trong gia đình. Chúng ta chỉ biết rằng thành viên cuối cùng của họ, Paerisades V, không thể thực hiện chống lại sức mạnh của người dân địa phương, năm 108 TCN ông ta kêu gọi sự giúp đỡ của Diophantus, viên tướng của vua Mithridates VI của Pontus, hứa sẽ bàn giao vương quốc của mình cho ông hoàng này. Ông ta đã bị giết bởi một người Scythia tên là Saumacus, người này đã lãnh đạo một cuộc nổi loạn chống lại ông.
Trong thế kỷ 1 trước Công nguyên, sau thất bại của mình trước tướng Pompey năm 63 trước Công nguyên, vua Mithridates VI của Pontus bỏ chạy với một đội quân nhỏ từ Colchis (Georgia hiện nay) vựot qua dãy núi Caucasus tới Crimea và thực hiện kế hoạch xây dựng một đội quân để chống lại người La Mã. Người con trai ông cả của ông, Machares, phó vương của Bosporos Cimmeria, đã không sẵn sàng để trợ giúp cha mình. Mithridates VI đã giết chết Machares, và tự mình ngồi lên ngai vàng của Vương quốc Bosporos. Mithridates sau đó ra lệnh tiến hành cưỡng bách tòng quân và chuẩn bị cho chiến tranh. Năm 63 trước Công nguyên, Pharnaces II, con trai út của Mithridates VI, đã dẫn đầu một cuộc nổi loạn chống lại cha mình, có sự tham gia của những người La Mã lưu vong trong thành phần quân đội Pontos của Mithridates VI. Mithridates VI đã rút vào trong lâu đài của Panticapaeum, tại đây ông đã tự sát. Mithridates VI sau đó được Pompey chôn cất trong ngôi mộ của tổ tiên mình ở Amasia, kinh đô cũ của Vương quốc Pontos.

## Vương quốc Crimea Bosporos thời La Mã

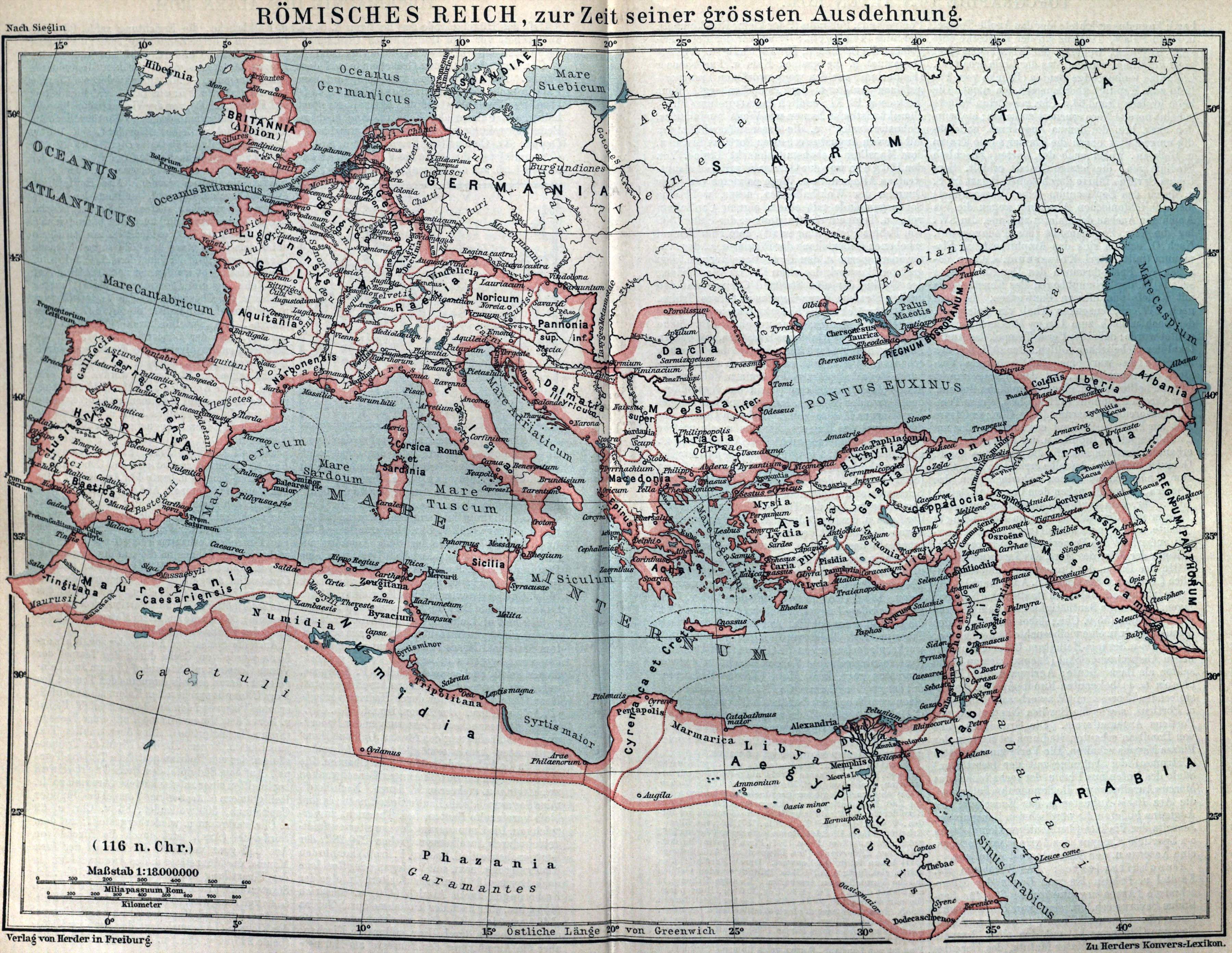
Khu vực"Regnum Bosphoranum" dứơi triều đại của Trajan

Mithridates VI đã uỷ thác vương quốc Cimmeria Bosporos cho Machares, con trai cả của ông, tuy nhiên ông ta đã ngả theo người La Mã. Ngay cả khi bị đuổi ra khỏi vương quốc riêng của mình bởi Pompey, Mithridates VI vẫn đủ mạnh để lấy lại Cimmeria Bosporos, và giết chết người con Machares của mình. Sau đó người Bosporos lại nổi dậy dưới quyền Pharnaces II. Sau cái chết của Mithridates VI (63 TCN), Pharnaces II (63 TCN - 47 TCN) đã nộp mình cho Pompey, sau đó ông đã cố gắng để lấy lại lãnh địa của mình trong cuộc nội chiến, nhưng đã bị đánh bại bởi độc tài La Mã Gaius Julius Caesar tại Zela và ông ta bị sát hại bởi viên cựu thống đốc của ông và con rể-Asandros.
Trước khi Pharnaces II chết, Asandros đã kết hôn với Dynamis, con gái của Pharnaces II. Asandros và Dynamis đã là những vị quân vương cầm quyền cho đến khi Gaius Julius Caesar, chỉ định một người chú bên nội của Dynamis, Mithridates II tuyên chiến với Vương quốc Bosporos và khẳng định vương quyền cho chính mình. Asander và Dynamis bị đánh bại bởi đồng minh của Caesar và buộc phải sống lưu vong chính trị. Tuy nhiên sau cái chết của Caesar năm 44 TCN, Vương quốc Bosporos đã được phục hồi cho Asandros và Dynamis bởi người cháu trai vĩ đại và là người thừa kế của Caesar, Octavian (Hoàng đế La Mã Augustus trong tương lai). Asandros cai trị như là một Archon và sau này là vua cho đến khi qua đời năm 17 trước Công nguyên. Sau cái chết của Asandros, Dynamis buộc phải kết hôn với một kẻ cướp ngôi La Mã gọi là Scribonius, nhưng vị chính khách La Mã Marcus Vipsanius Agrippa đã can thiệp và thiết lập Polemon I của Pontos (16 TCN- 8 trước Công nguyên) vào thế chỗ. Polemon kết hôn với Dynamis trong năm 16 TCN và bà qua đời trong năm 14 trước Công nguyên. Polemon làm vua cho đến khi ông mất trong năm 8 trước Công nguyên. Sau cái chết của Polemon, Aspurgus, con trai của Dynamis và Asandros, kế vị Polemon.

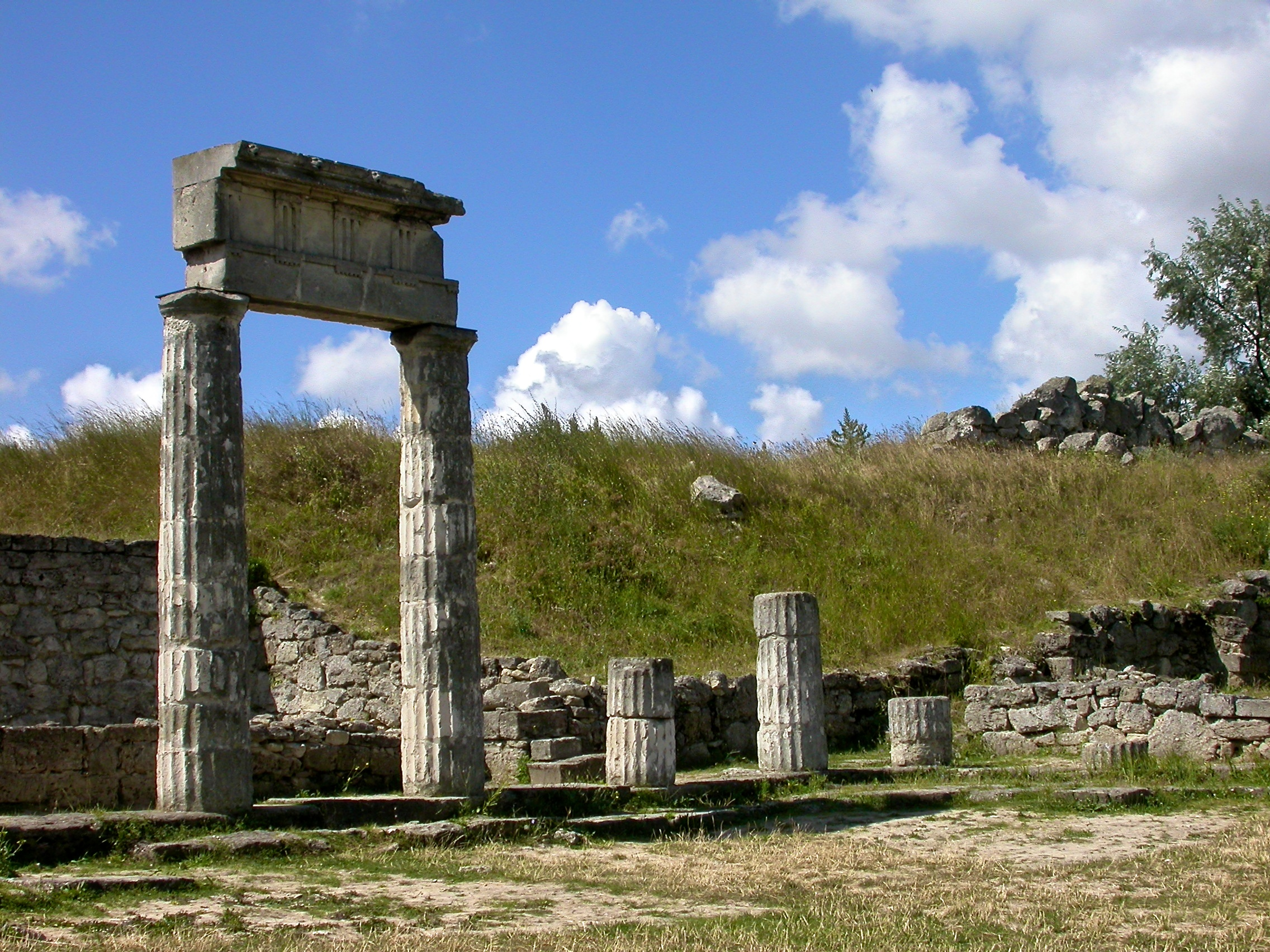
Những tàn tích của Panticapaeum, ngày nay là Kerch, kinh đô của vương quốc Bosporos.

Vương quốc Bosporos của Aspurgus là một "nước chư hầu" của đế chế La Mã. Aspurgus (8 trước Công nguyên - 38) đã thành lập một dòng dõi các vị vua tồn tai mãi với một số thời kì gián đoạn cho đến năm 341. Aspurgus đã nhận tên La Mã Tiberius Julius "bởi vì ông được nhận quyền công dân La Mã và được hưởng sự bảo trợ của hai vị hoàng đế La Mã đầu tiên, Augustus và Tiberius. Tất cả của các vị vua sau đây đã chấp nhận hai tên La Mã theo sau là một tên thứ ba, chủ yếu là có nguồn gốc Pontos, Thracia (chẳng hạn Kotys, Rhescuporis và Rhoemetalces), nhưng cũng có nguồn gốc địa phương (chẳng hạn như Sauromates, Eupator, Ininthimeus, Pharsanzes, Synges, Terianes, Theothorses và Rhadamsades).
Những vị vua chư hầu này của La Mã có triều đại là hậu duệ của vua Mithridates VI của Pontus và người vợ đầu tiên của mình, Laodice, em gái của ông, thông qua Aspurgus. Các vị vua đã chấp nhận "kỷ nguyên Pontic" được truyền bá bởi Mithridates VI, bắt đầu từ năm 297 trước Công nguyên, thời kỳ này đã sử dụng những đồng tiền có ngày tháng. Các vị vua Bosporos đã đúc tiền xu trong suốt thời kì vương quốc, trong đó bao gồm stater vàng mang chân dung của hoàng đế La Mã tương ứng. Tuy nhiên, những tiền đúc này ngày càng nhiều này đã trở nên mất giá trị trong thế kỷ thứ 3. Do đó, chúng ta biết tên và ngày tháng của họ khá tốt, mặc dù hầu như bất kỳ sự kiện nào thuộc triều đại của họ đều được ghi lại. Vương quốc của họ kiểm soát một nửa phía đông của bán đảo Crimea và bán đảo Taman, và mở rộng dọc theo bờ biển phía đông của đầm lầy Maeotae tới Tanais ở cửa của sông Don, một thị trường tuyệt vời cho thương mại với nội địa.
Họ đã tiến hành một cuộc chiến tranh lâu dài với các bộ lạc bản địa, và trong đó được hỗ trợ bởi bá chủ La Mã của họ, những người thậm chí hỗ trợ bằng các đơn vị đồn trú và hạm đội. Năm 63, với lý do không rõ, Hoàng đế La Mã Nero lật đổ vua Bosporos Cotys I khỏi ngai vàng của ông ta. Có lẽ Nero muốn giảm thiểu vai trò, sức mạnh và ảnh hưởng của các vị vua chư hầu địa phương và mong muốn người Bosporos phải hoàn toàn bị chi phối bởi nhà nước La Mã. Vương quốc Bosporos được thiết lập là một phần của tỉnh La Mã Hạ Moesia từ năm 63-68. Năm 68, Hoàng đế La Mã mới, Galba đã khôi phục Vương quốc Bosporos cho Rhescuporis I, con trai của Cotys I.